# 2016-os spanyolországi általános választás
2016. június 26-án Spanyolországban általános választást tartottak. A választásra azért került sor, mert a 2015. december 20-án tartott általános választáson egyik párt sem ért el abszolút többséget, és a hónapokig tartó koalíciós tárgyalások kudarcot vallottak. Az országban mintegy 35,7 millió ember bír szavazójoggal; ők ezen a napon megválasztották a képviselőház 350 tagját és 208 szenátort.

## Eredmények
A szavazatok 95 százalékos feldolgozottságánál kiadott eredmény szerint a konzervatív Néppárt (PP) 33% szavazattal 137 helyet, a Szocialista Munkáspárt (23%) 85 mandátumot szerzett a 350 tagú parlamentben. A Podemos (21%) 71, a centrista Ciudadanos (13%) 32 képviselőt küldhet.